# Disparago ericoides
Disparago ericoides là một loài thực vật có hoa trong họ Cúc. Loài này được (P.J.Bergius) Gaertn. mô tả khoa học đầu tiên năm 1791.